# Peroi
Peroi (in croato Peroj; in serbo Перој?) è una località istriana, frazione del comune di Dignano d'Istria e nota meta turistica estiva vicino Pola

## Società

### Evoluzione demografica
La particolarità storica di Peroi è che dal 1657 si stabilì nella cittadina una piccola comunità montenegrina, la quale nonostante i conflitti etnici avvenuti negli anni novanta in Jugoslavia vive tuttora nel piccolo centro.
| Evoluzione demografica | Evoluzione demografica | Evoluzione demografica | Evoluzione demografica | Evoluzione demografica | Evoluzione demografica | Evoluzione demografica | Evoluzione demografica | Evoluzione demografica | Evoluzione demografica | Evoluzione demografica | Evoluzione demografica | Evoluzione demografica | Evoluzione demografica | Evoluzione demografica | Evoluzione demografica |
| ---------------------- | ---------------------- | ---------------------- | ---------------------- | ---------------------- | ---------------------- | ---------------------- | ---------------------- | ---------------------- | ---------------------- | ---------------------- | ---------------------- | ---------------------- | ---------------------- | ---------------------- | ---------------------- |
| 1857                   | 1869                   | 1880                   | 1890                   | 1900                   | 1910                   | 1921                   | 1931                   | 1948                   | 1953                   | 1961                   | 1971                   | 1981                   | 1991                   | 2001                   | 2011                   |
| 178                    | 219                    | 222                    | 341                    | 361                    | 419                    | 328                    | 392                    | 475                    | 484                    | 498                    | 409                    | 403                    | 477                    | 752                    | 833                    |